# Альто-Виста
Часовня Альто-Виста (нидерл. Alto Vista-kapel) — небольшая католическая часовня на Арубе, расположенная на северо-востоке от города Ноорд. Является первой католической церковью на Карибских островах, построенная в 1750 году испанским миссионером Доминго Антонио Сильвестре. Каждый год в октябре верующие совершают паломничество в часовню.

## История
Часовня была первой католической церковью, построенной для индейцев испанскими миссионером Доминго Антонио Сильвестре, который прибыл на Арубу из Коро (Венесуэла). В деревне Альто-Виста (примерный перевод — «высота птичьего полёта») он обучал местное население пользованию розарием. В 1750 году он осуществил план по построению первой арубанской часовни с каменными стенами и соломенной крышей.
После смерти Доминго Антонио забота о церкви легла на Мигеля Энрике Альбареса, а затем на Доминго Бернадиньо Сильвестре (сына Доминго Антонио Сильвестре). При нём деревня Альто-Виста была поражена чумой, и многие выжившие переехали в город Ноорд, где была построена церковь Святой Анны, которая также привлекла верующих деревянным алтарём. В 1816 году опустевшая часовня Альто-Виста была закрыта и разобрана по частям. Старый испанский крест был взял на сохранение Габриэлем Руисом и сохранился, в дальнейшем переходя из рук в руки Марие Джоанне Руис, Магдалене Люйденс и Франциске Энрикес Лакле.
Франциска Энрикес Лакле являлась директором школы и во время практики со своими ученицами на месте старой часовни натолкнулась на изображения святой Марии, цветы и остатки свечей, что говорило о том, что население продолжало чтить историческую часовню. Она организовала сбор средств на острове. После отказа епископа Кюрасао, мотивированный отсутствием необходимости во второй церкви, она смогла собрать 5000 флоринов к 1950 году и поехала в Нидерланды. Там под её наблюдением была построена статуя девы Марии. Через год статуя была доставлена на остров и помещена в церковь Святой Анны. В итоге строительство часовни Альто-Висты получило благословение епископа и было завершено в мае 1952 года.
В 1954 году статуя была украшена золотой короной и 78 драгоценными камнями благодаря пожертвованиям населения Арубы. В 1997 году статуя была разрушена.